# عمرو رمزي
عمرو أحمد رمزي فنان مصري متعدد المواهب فهو ممثل ومخرج ومقدم برامج تليفزيونيه شهير، ولد في السابع عشر من يوليو عام 1981 بمدينة المنصورة التابعة لمحافظة الدقهلية، وكان عمرو رمزي موهوبا منذ صغره عاشقا للتليفزيون والمسرح والسينما، وعرفه أصدقائه منذ الصغر بخفة الظل والقبول العام، وكذلك اشتهر في فترة الدراسة بالقدرة على التمثيل والتقليد وابتكار الفكاهة مع من حوله من الأصدقاء والزملاء والأهل والجيران.وكانت أوائل بطولاته السينمائية فيلم فوبيا بمشاركة رامي غيط تأليف خالد الشيباني وإخراج إبرام نشأت  وفيلم أسد سينا بمشاركة رامي وحيد تأليف عادل عبد العال وإخراج حسن السيد

## عن حياته[بحاجة لمصدر]
حصل عمرو رمزي على ليسانس الحقوق من جامعة المنصورة وبدأ حياته الفنية من خلال فرقة مسرحية تتكون من 100 شخص، ثم عمل لفترة في المركز القومي للسينما وعمل كمخرج مساعد في التليفزيون المصري وقناة OTV وقام بالتمثيل باشتراكة في ثماني مسرحيات منهم (الملك هو الملك ود. فاوست) في التليفزيون قدم عمرو مسلسل كوميدي قصير على الفضائية المصرية إسمة «أكشن تاني مرة» وسهرة تليفزيونية «شباب آخر زمن» وتمكن عمرو من النجاح أيضا كمذيع فقدم واحد من أفضل البرامج الكوميدية التي تعتمد على خداع النجم الضيف وهو برنامج «حيلهم بينهم» ونجح العمل وترك صدى كبير في مصر والعالم العربي يذكر أن هذا البرنامج هو أول برنامج من تقديم عمرو رمزي، ليصبح بعد ذلك محطة انطلاقه الفنية لعالم النجومية.

## أعماله

### الأفلام
- 2005: درس خصوصي
- 2015: فزاع
- 2016: أسد سيناء - سيد زكريا
- 2017: فوبيا - جلال
- 2019: ضغط عالي

### المسلسلات
- 2006: لا أحد ينام في الإسكندرية
- 2008: كافيه تشينو - أيمن
- 2009: حرمت يا بابا (ج1، 2):2009، 2010-تامر
- 2009: حضرة الضابط أخي
- 2010: عايزة أتجوز - ضيف شرف
- 2012: الهلالي سلالم
- 2012: فرقة ناجي عطا الله - زاهر
- 2015: زواج بالإكراه - عادل
- 2016: نوايا بريئة - فريد زيدان
- 2018: بيت السلايف
- 2020: ولاد إمبابة
- 2021: المداح
- 2022: بيت الشدة
- 2024: الكبير اوي 8 - ضيف شرف

### البرامج
- 2007: حيلهم بينهم - تقديم
- حيلهم بينهم مع عمرو رمزي
- 2010: فبريكانو - ضيف
- 2010: حيلهم بينهم كمان وكمان
- 2012: حيلهم بينهم الصلح خير
- 2015: روبابيكيا - مقدم البرنامج
- 2018: عقارب الساعة - ضيف

## روابط خارجية
- عمرو رمزي على موقع الدهليز
- عمرو رمزي على موقع قاعدة بيانات الأفلام العربية